# Härnösands landsförsamlingars pastorat
Härnösands landsförsamlingars pastorat var ett pastorat inom Svenska kyrkan. Pastoratet låg i Härnösands kommun och ingick i Härnösand-Kramfors kontrakt av Härnösands stift. Administrationen låg i Härnösand. Pastoratet bildades 2006.
Pastoratkod var 100102
Pastoratet innefattade församlingarna:
- Hemsö församling
- Häggdångers församling
- Högsjö församling
- Stigsjö församling
- Säbrå församling
- Viksjö församling

Pastoratet upphörde 2018 då församlingarna, tillsammans med Härnösands domkyrkoförsamling bildade Härnösands pastorat.